# Eragrostis santapaui
Eragrostis santapaui là một loài thực vật có hoa trong họ Hòa thảo. Loài này được K.G.Bhat & Nagendran mô tả khoa học đầu tiên năm 1985.